# Palmyra, Pennsylvania
Palmyra är en kommun av typen borough i Lebanon County i Pennsylvania. Vid 2010 års folkräkning hade Palmyra 7 320 invånare.